# Anecdote concernant la baisse de la productivité
Anecdote concernant la baisse de la productivité (en allemand Anekdote zur Senkung der Arbeitsmoral) est une nouvelle de Heinrich Böll à propos de la rencontre entre un touriste entreprenant et un petit pêcheur, au cours de laquelle le touriste donne des conseils au pêcheur pour améliorer sa vie. 
Elle a été écrite pour le programme May Day de la station de radio Norddeutscher Rundfunk en 1963 et est considérée comme l'une des meilleures histoires écrites par Heinrich Böll.

## Intrigue
L'histoire se déroule dans un port sans nom sur la côte ouest de l'Europe. Un touriste entreprenant habillé avec élégance prend des photos lorsqu'il remarque un pêcheur local aux vêtements usés en train de faire la sieste dans son bateau de pêche. Le touriste, déçu par l'attitude en apparence paresseuse du pêcheur envers son travail, s'approche de ce dernier et lui demande pourquoi il est en train de dormir au lieu d'attraper du poisson. Le pêcheur lui explique alors qu'il est allé pêcher le matin même et que sa petite prise serait suffisante pour les deux prochains jours. 
Le touriste lui dit que s'il sort pêcher plusieurs fois par jour, il pourra acheter un moteur en moins d'un an, un second bateau en moins de deux ans, et ainsi de suite. Le touriste explique en outre qu'un jour le pêcheur pourrait même construire une petite chambre froide, plus tard une usine de Pickles, voler en hélicoptère, ouvrir un restaurant de poisson et exporter du homard directement à Paris sans intermédiaire. 
Le pêcheur demande nonchalamment : « Pour quoi faire ? ». Le touriste poursuit avec enthousiasme : « Alors, sans plus aucun souci au monde, vous pourrez vous asseoir dans ce port et vous prélasser au soleil en regardant cette mer magnifique. » « Mais c'est déjà ce que je fais », rétorque le pêcheur. Le touriste s'éloigne pensivement, ne ressentant plus aucune pitié pour le pêcheur, seulement un peu d'envie. 

## Réception
L'histoire, avec ses nombreuses adaptations, a été largement diffusée sur Internet et citée dans de nombreux livres et articles scientifiques,.
Dans l'une des versions les plus populaires, le touriste est américain (il possède un MBA de Harvard dans certaines versions) et le pêcheur est mexicain,.
L'histoire est également au programme de plusieurs universités,. Elle est souvent citée dans les textes traitant de la relation entre l'argent et le bonheur et incluse dans les manuels d'apprentissage de l'allemand.
Pyrrhus et Cinéas, un essai philosophique de Simone de Beauvoir, présente une conversation similaire : Cinéas demande à Pyrrhus pourquoi il ne se repose pas maintenant plutôt que de s'ennuyer à conquérir des empires, alors que son ultime souhait est de se reposer après sa conquête finale. L'anecdote est apparue à l'origine dans Vies parallèles des hommes illustres de Plutarque.